# Mont Iwaki
Le mont Iwaki (岩木山, Iwaki-san) est un stratovolcan de la région de Tōhoku situé dans la préfecture d'Aomori, au Japon. Produit de L'activité volcanique de l'arc volcanique Nord-Est du Japon, il a commencé à émerger de la croûte terrestre il y a environ 700 000 ans. De 1782 à 1783, il connaît une période d'activité éruptive intense qui provoque la destruction de champs cultivés dans la plaine de Tsugaru, au bas de son versant est. La famine qui s'ensuit réduit de près d'un tiers la population du domaine féodal du clan Tsugaru. Montagne sacrée du peuple aïnou puis des Japonais de la région, il devient au XXe siècle une destination touristique populaire, notamment après son classement sur la liste des 100 montagnes célèbres du Japon et son intégration dans le parc quasi national de Tsugaru.

## Toponyme
Plusieurs théories existent quant à l'origine du nom du mont Iwaki (岩木山, Iwaki-san, lit. « montagne de pierres et d'arbres ») dont des documents historiques attestent l'usage depuis au moins l'époque d'Edo (1603 - 1868). Toutes reposent sur le fait que bien avant l'arrivée des Japonais, l'île de Hokkaidō et le nord de l'île de Honshū étaient habités par une population aborigène : les Aïnous. Selon l'une d'entre elles, le mont Iwaki était alors désigné par un mot de la langue aïnou, « Kamai Iwaki (カムイ イワキ) », signifiant « la demeure de Dieu », « Iwaki (イワキ) » étant aussi le nom de la divinité révérée. Elle s'accorde avec la vénération ancestrale de l'espace montagnard local par le peuple japonais. Selon une deuxième version, le terme « Iwaki » est la transcription approximative en japonais du mot aïnou « iwāke » qui signifie « lieu des rochers ». Une troisième affirme que le nom de la montagne correspond au mot aïnou « Iwaki (イワキ) » que l'on peut traduire par « château de pierres ». De plus, en aïnou, « Iwa (イワ) veut dire « montagne rocheuse » et désigne un site où sont pratiqués des rituels en l'honneur des ancêtres,.
Le mont Iwaki est aussi connu sous les toponymes de Oku no Fuji (奥の富士, lit. « Fuji du fond »), Tsugaru Fuji (津軽富士) et Michinoku no Fuji (陸奥の富士, lit. « Fuji de Mutsu »), en référence à sa forme conique, vue de la plaine de Tsugaru (ja), dans l'ancien domaine féodal du clan Tsugaru, qui rappelle le mont Fuji,,.

## Géographie
Le mont Iwaki est un volcan de l'arc volcanique Nord-Est du Japon, situé dans l'Ouest de la préfecture d'Aomori, sur l'île de Honshū, au Japon. Il s'étend dans le nord-ouest de la ville de Hirosaki, et jouxte la limite nord-est du bourg d'Ajigasawa. Il appartient au parc quasi national de Tsugaru, 342 km, à vol d'oiseau, au nord-est de l'agglomération de Tokyo. Les côtes de la mer du Japon sont à environ 17 km au nord-ouest. Le sommet s'élève à 1 625 m d'altitude, ce qui en fait le point culminant de la préfecture. Les cours d'eau qui s'écoulent de son versant oriental dans la plaine de Tsugaru font partie du bassin versant du fleuve Iwaki qui porte le nom du volcan et dont l'embouchure est la mer du Japon. Sur le versant opposé, ruisseaux et rivières alimentent le bassin de drainage du fleuve Nakamura dont le cours supérieur s'étale au pied du massif montagneux Shirakami, à l'ouest du volcan.
Le mont Iwaki est un stratovolcan majoritairement constitué d'andésite. Son cratère sommital, d’environ 2 km de diamètre, est presque entièrement rempli par un dôme de lave dont le sommet constitue le point le plus élevé de l'édifice volcanique. Il est entouré par trois cônes volcaniques : les monts Akakura (1 457 m) et Ganki （1 456 m), au nord-est, et le mont Chōkai （1 502 m), au sud-ouest. Les pentes de la montagne sont marquées çà et là par des cratères d'explosion, tels que le cratère Tori no Umi （1 288 m), et des dômes de lave, comme le pic Saihōjimori （1 288 m).
Au printemps et en été, de début mai à la mi-août, des colonies d'une sous-espèce de primevère endémique du mont Iwaki, michinoku kozakura ou « petit cerisier de Mutsu » (Primula cuneifolia Ledeb. var. heterodonta Makino), sont en pleine floraison aux environs de la limite des neiges persistantes,,.

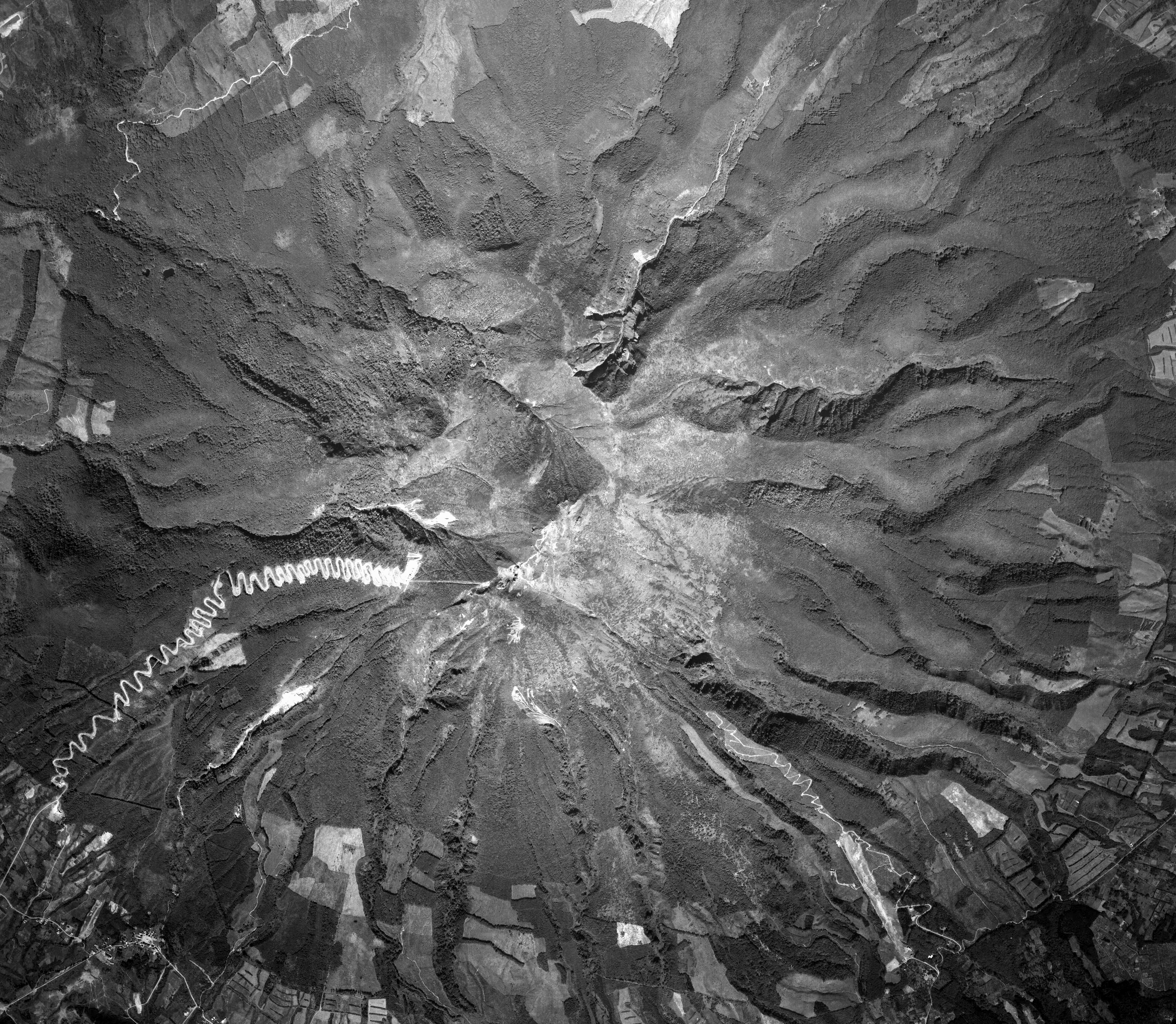
Vue aérienne du mont Iwaki (1970).
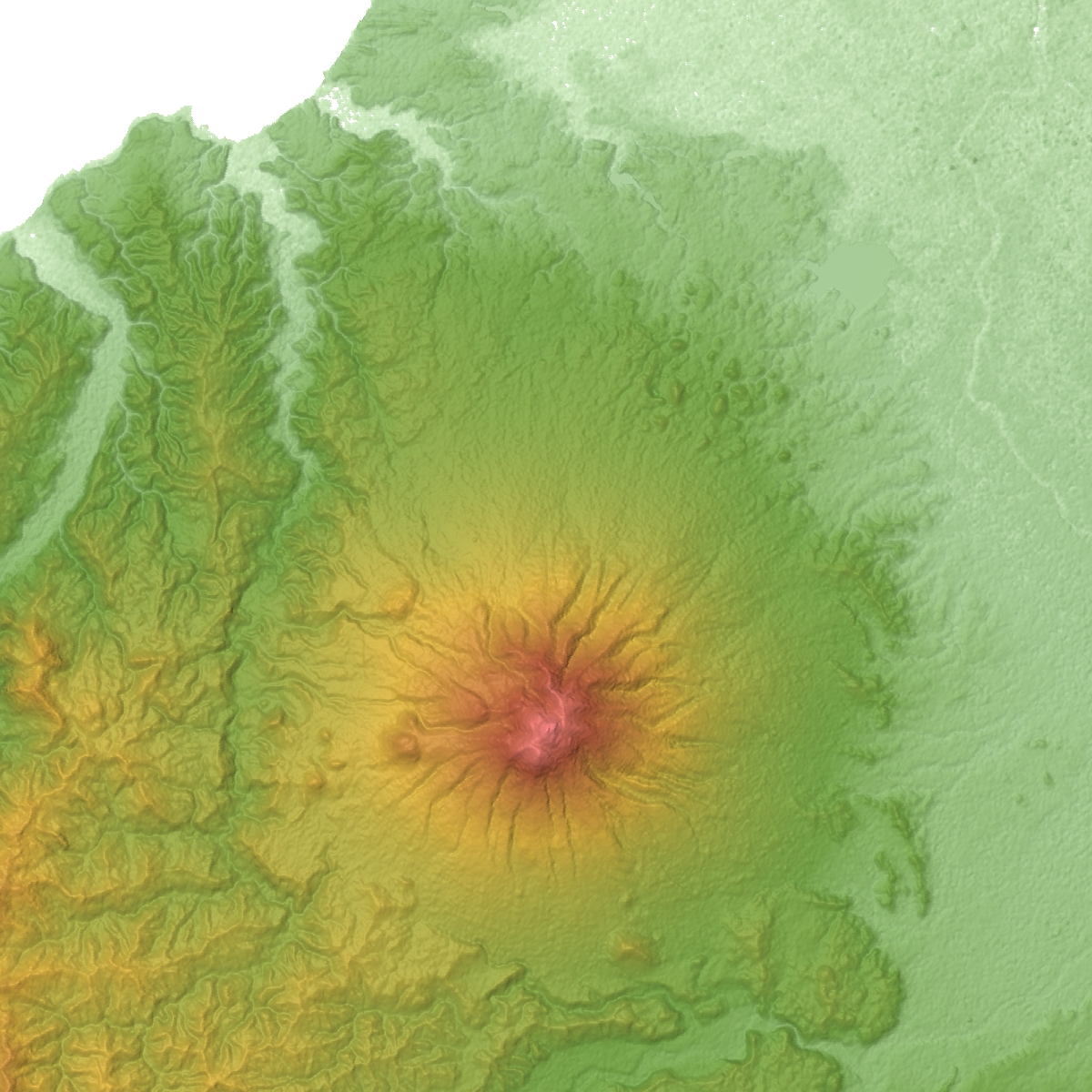
Carte en relief du mont Iwaki.
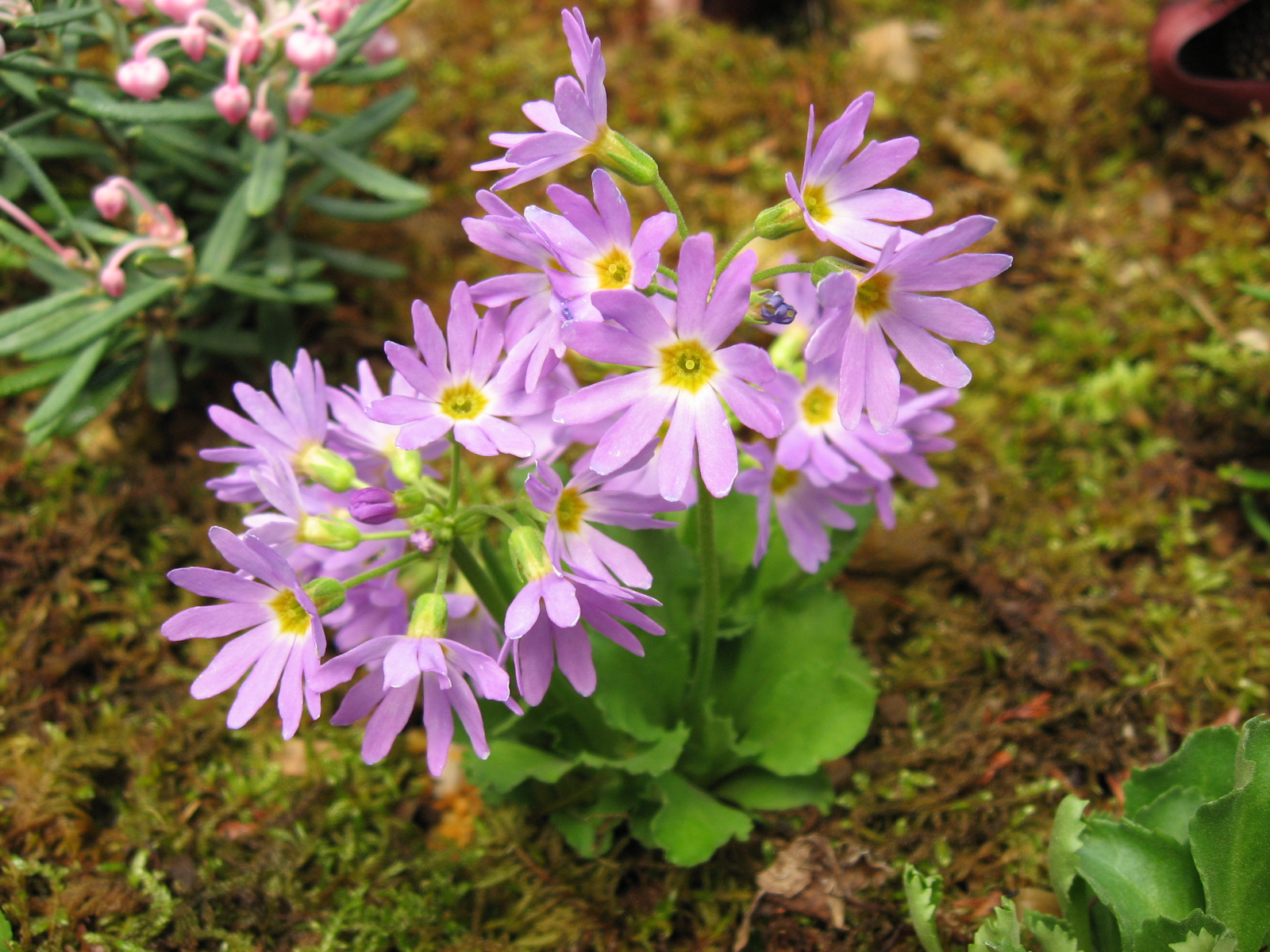
Fleurs épanouies de michinoku kozakura.

## Histoire

### Histoire éruptive
Le mont Iwaki s'est formé sur une roche-mère constituée d'une couche de sédiments marins de 4 km de profondeur et datant du Miocène (23 - 5,3 Ma) et du Pliocène (5,33 - 2,58 Ma). L'activité volcanique dans l'extrême nord-ouest de l'île de Honshū débute il y a environ 700 000 ans. Des mouvements tectoniques du sous-sol font jaillir de la lithosphère des coulées de magma qui s'empilent à la surface du sol. Il s'ensuit une succession de constructions et de destructions d'édifices volcaniques entraînant l'accumulation de brèches volcaniques,. De 200 000 ans à 10 000 BP, des coulées de lave forment la structure de base du volcan, et, à son pied, émergent des volcans parasites,. Vers 50 000 BP, le pic Saihōjimori émerge, suivi du mont Chōkai et du cône volcanique qui sélève dans le cratère sommital. Au-delà des 10 000 BP, l'activité volcanique se concentre au sommet du volcan, et se manifeste par des éruptions magmatiques dont une série, vers 2 000 BP, est à l'origine de la formation du cratère d'explosion Tori no Umi,.
À l'ère commune, seules des éruptions du type phréato-magmatique sont enregistrées,. Des lahars, dont la formation est probablement déclenchée par la fonte des neiges, se déversent le long des pentes de la montagne,. En outre, la partie nord-est du mont Iwaki repose sur une zone fréquemment ébranlée par des séries de secousses sismiques.
L'Agence météorologique du Japon, se conformant à des normes internationales depuis 2003, considère qu'un volcan est actif s'il est entré en éruption au cours de l'Holocène, soit depuis les 10 000 dernières années environ, ou s'il manifeste une activité géothermique importante. Par conséquent, elle classe le mont Iwaki dans sa liste des volcans actifs du Japon.

### Histoire humaine
Durant la période historique, plusieurs éruptions du mont Iwaki ont été observées, notamment en 1600, de fin 1782 jusqu'au milieu de 1783, en 1863, et 1978. De novembre 1782 à novembre 1783, du sable volcanique et des éjectas, produits par le volcan et projetés au loin, détruisent les champs cultivés des alentours. La famine qui résulte de la catastrophe naturelle emporte 80 000 habitants du domaine féodal de Tsugaru, soit près d'un tiers de la population locale,.

## Activités

### Randonnée
Le mont Iwaki étant une montagne isolée dans la plaine de Tsugaru, sa cime est accessible par n'importe quel versant,. La voie la plus facile est celle de la face sud-ouest. Une route à péage et deux voies, ouverte au trafic routier depuis août 1965 : la « Tsugaru Iwaki skyline », forme pas moins de 69 virages en lacet sur le versant du volcan, et aboutit, au pied du mont Chōkai, à un parking (altitude 1 252 m) qui offre une vue panoramique sur la mer du Japon et la péninsule de Tsugaru,. De là, une remontée mécanique facilite l'accès au sommet du mont Chōkai. Un chemin de crête mène jusqu'au faîte du volcan Iwaki, via le cratère Tori no Umi.

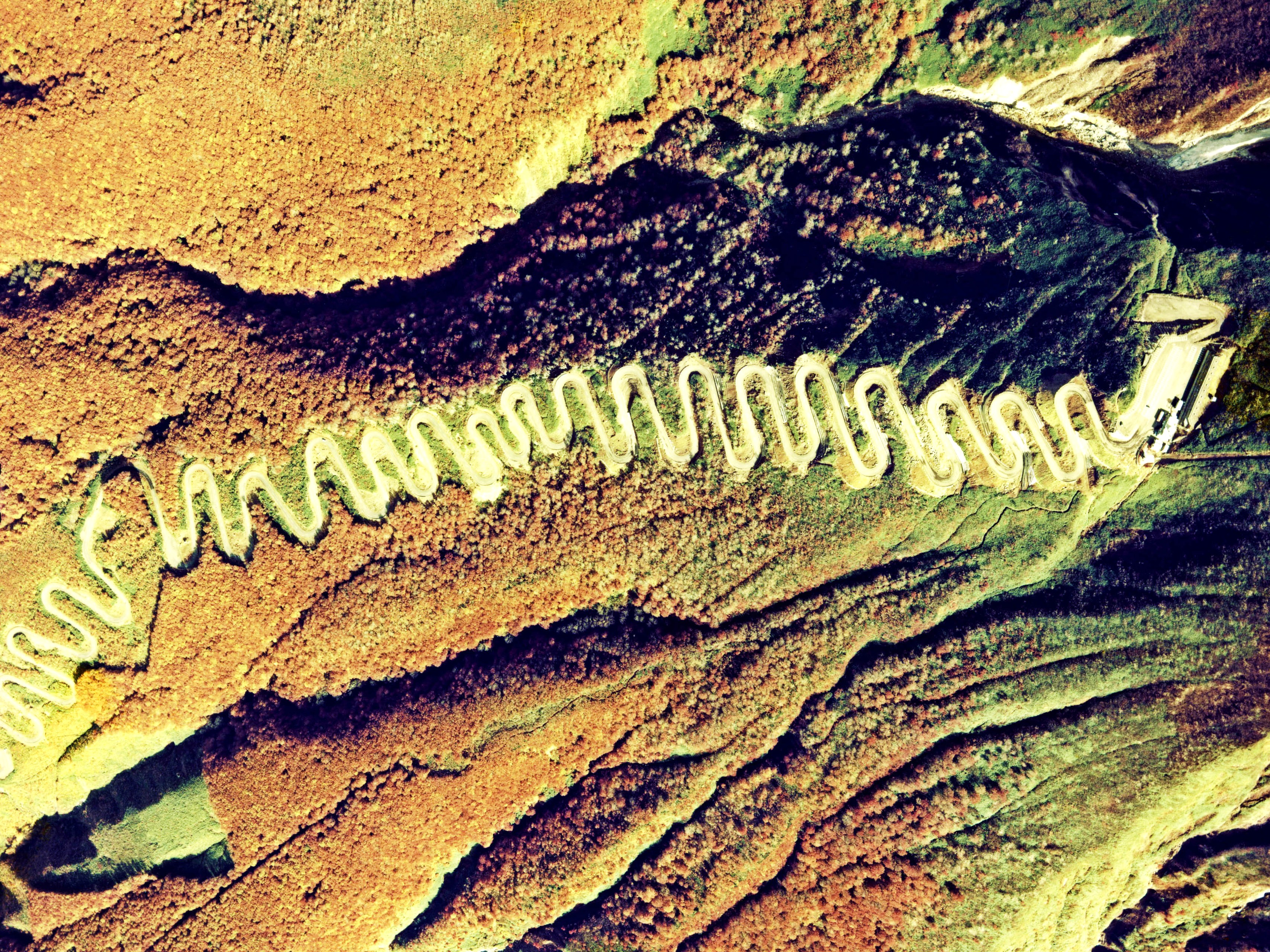
Vue aérienne de la « Tsugaru Iwaki skyline ».
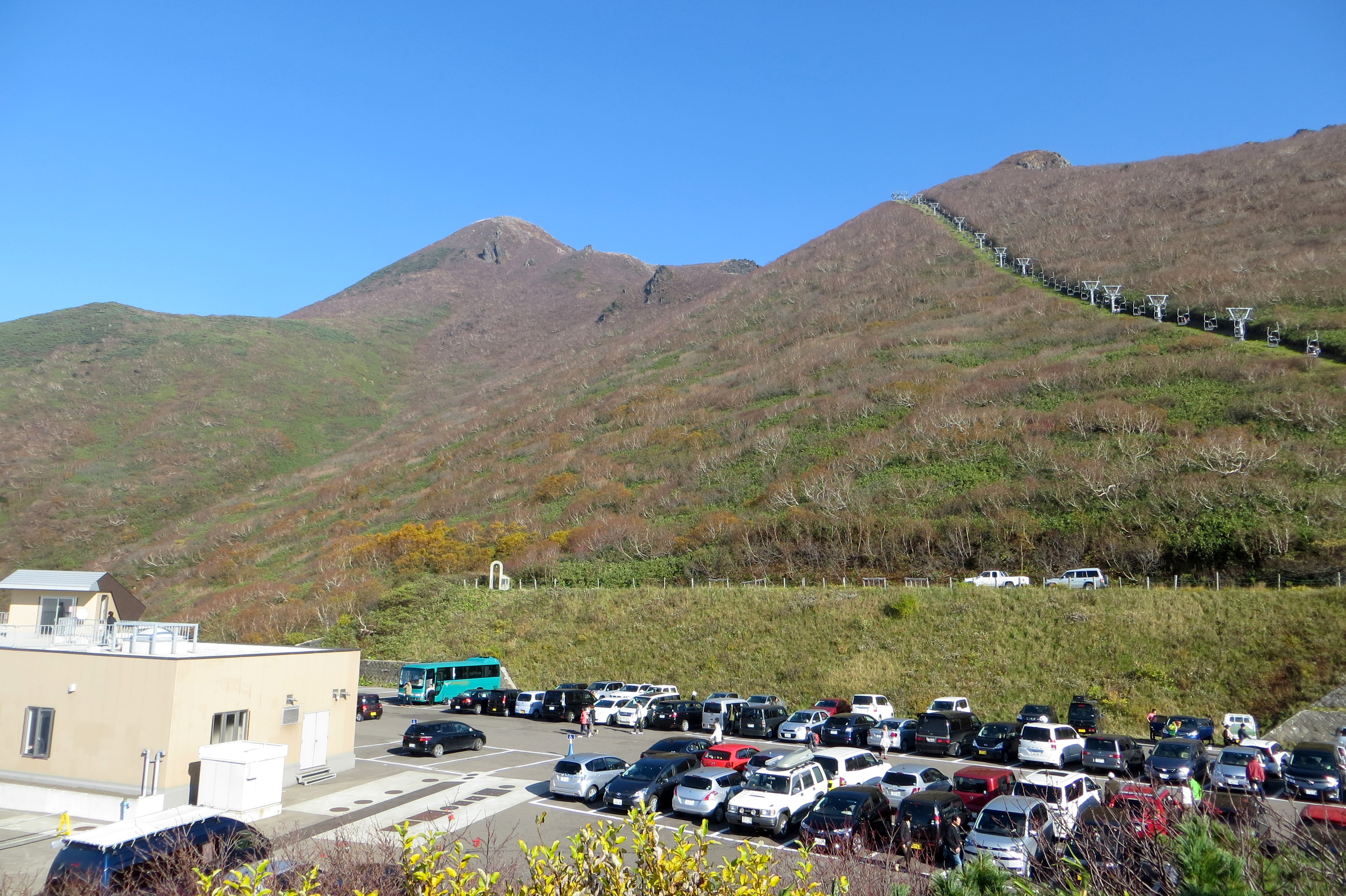
Vue du mont Iwaki du pied du mont Chōkai.
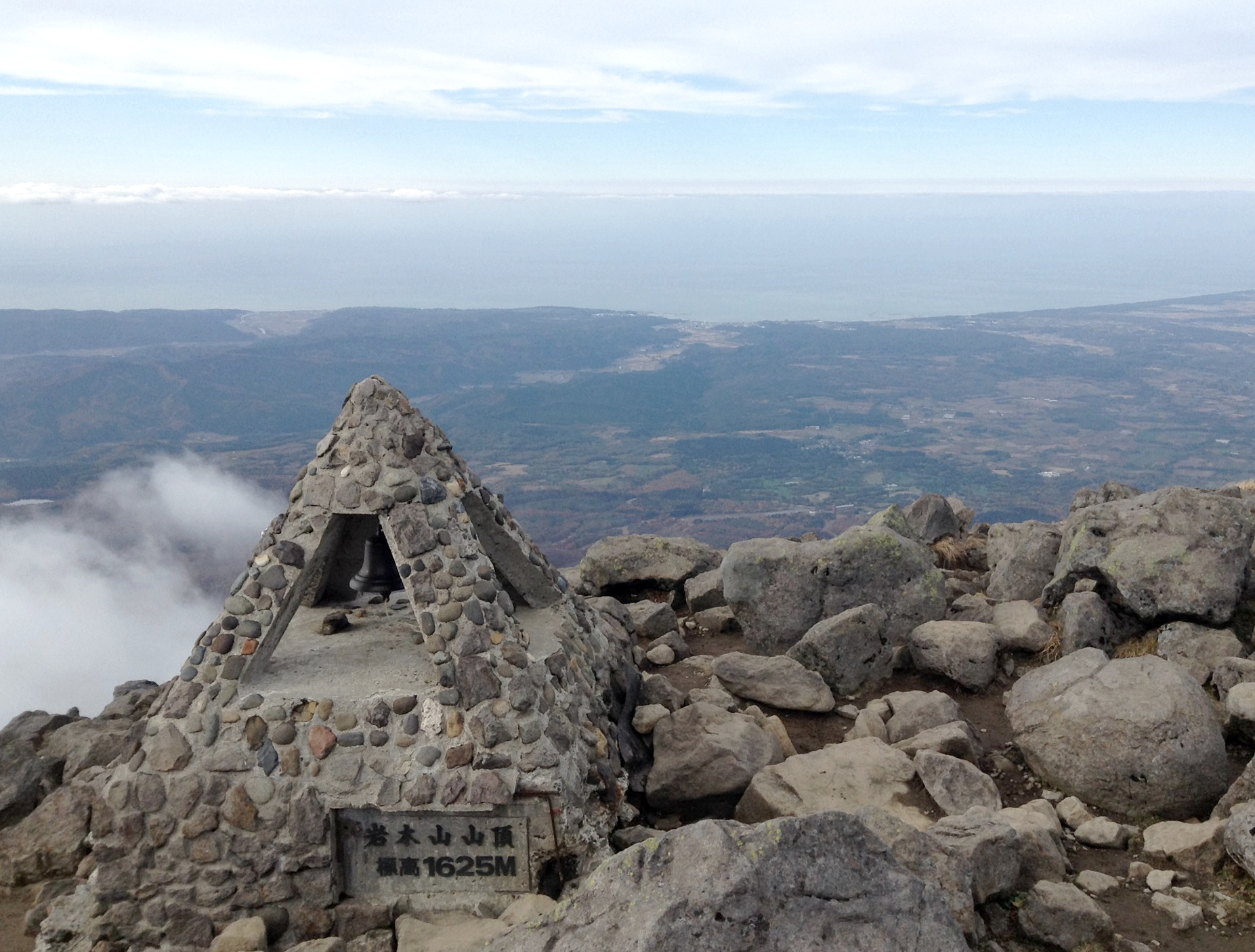
Sommet du mont Iwaki.

### Protection environnementale
Le mont Iwaki et ses immédiats environs sont protégés depuis mars 1975 dans le parc quasi national de Tsugaru qui s'étend sur 259,66 km2.

## Dans la culture
Après sa découverte à Ōizumi (préfecture de Gunma), par Takao Kobayashi, un astronome amateur japonais, le 4 mars 1994, un astéroïde de la ceinture principale d'astéroïdes est nommé (11092) Iwakisan d'après le mont Iwaki.